# Nicolas Grunitzky

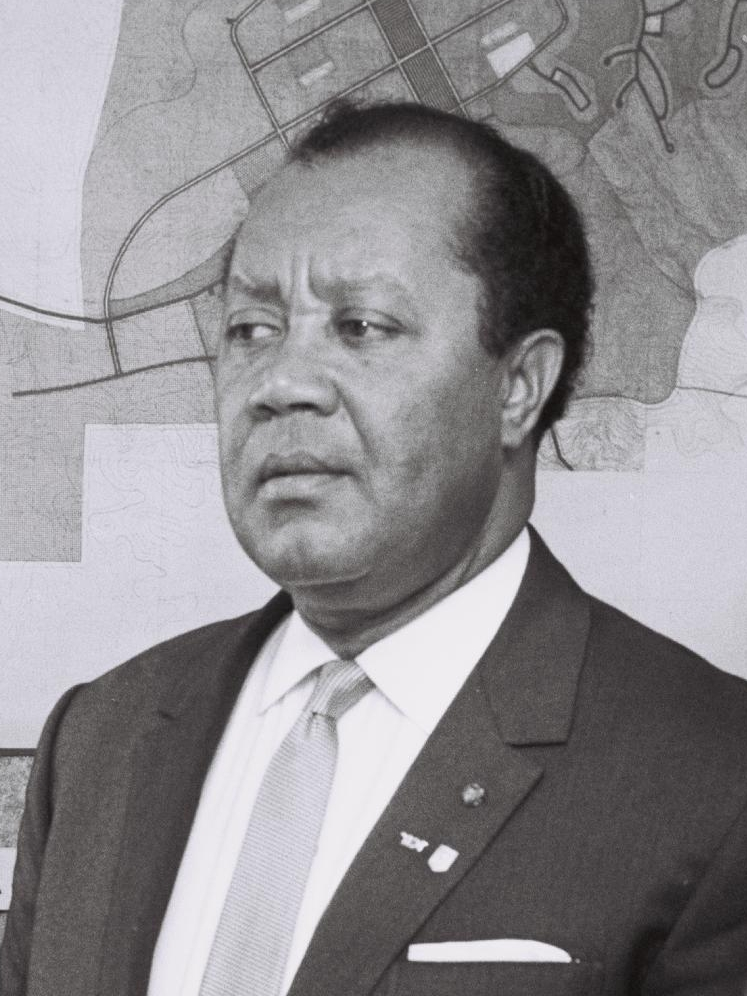
Nicolas Grunitzky, 1964

Nicolas Grunitzky (* 5. April 1913 in Atakpamé; † 27. September 1969 in Paris) war Ingenieur und togoischer Politiker deutsch-afrikanischer Abstammung.

## Leben
Grunitzky war der Sohn eines nach Afrika ausgewanderten Danziger Kaufmanns und einer Einheimischen. Er studierte Bauingenieurwesen am ESTP in Paris und war Gründer der Parti togolais du progrès (PTP). Bei den Wahlen zur Nationalversammlung in Paris wurde er 1951 und 1956 als Abgeordneter für Togo gewählt.
Nachdem Togo von der französischen Kolonialregierung im August 1956 weitgehende innere Autonomie zugebilligt erhalten hatte, wurde Grunitzky am 12. September 1956 zum ersten Premierminister des Landes gewählt. Nach den Wahlen 1958, die das Comité de l’unité togolaise (CUT) für sich entschied, löste deren Vorsitzender, Grunitzkys Schwager Sylvanus Olympio, ihn im Amt des Premiers ab.
Am 13. Januar 1963 putschte die Armee, darunter General Étienne Eyadéma, und ermordete Präsident Olympio. Grunitzky wurde vom Militär als neuer Machthaber eingesetzt. Vier Jahre später, am 13. Januar 1967, kam es zu einem erneuten Putsch. Grunitzky wurde abgesetzt und floh in die Elfenbeinküste, wo er zwei Jahre später bei einem Autounfall verunglückte und wenig später in einem Krankenhaus in Paris verstarb.